# Cubano (hidrocarboneto)
O Cubano (C8H8) é um hidrocarboneto sintético que consiste de oito átomos de carbono dispostos na forma geométrica de um cubo, com um átomo de hidrogênio ligado a cada átomo de carbono. É um dos chamados hidrocarbonetos platônicos. A molécula do cubano foi sintetizada pela primeira vez em 1964 por Philip Eaton, professor de química da Universidade de Chicago. 
Devido à tensão dos ângulos de 90 graus entre as ligações aos átomos de carbono, a possibilidade desta síntese era considerada até então improvável. Surpreendentemente, porém, a substância, um sólido cristalino, é bastante estável. A estrutura romboédrica, do sólido cristalino, com um ângulo de cerca de 72 graus em sua cela, torna o empacotamento molecular inclinado. Com isso, as moléculas se inter-penetram parcialmente, o que diminui distâncias associáveis ao Raio de Van der Waals, estabilizando o conjunto.
O Cubano é o hidrocarboneto de maior densidade conhecido. Alguns de seus derivados nitrados foram objeto de estudos devido às suas potencialidades como explosivos e combustíveis. Sua geometria também é de interesse em pesquisas nas áreas da medicina e da nanotecnologia.

## Reações
O cuneano pode ser produzido a partir do cubano através um rearranjo de ligação sigma catalisada por metal.